# Petrova Lehota
Petrova Lehota je naseljeno mjesto u okrugu Trenčín u  Trenčínskom kraju u Slovačkoj.

## Stanovništvo
| Godina:     | 1994. | 2004. | 2014.    | 2024.   |
| ----------- | ----- | ----- | -------- | ------- |
| Broj ljudi: | 0     | 165   | 182      | 192     |
| Razlika:    |       | –     | +10,30 % | +5,49 % |

| Godina:     | 2023. | 2024.   |
| ----------- | ----- | ------- |
| Broj ljudi: | 199   | 192     |
| Razlika:    |       | −3,51 % |

Prema podacima o broju stanovnika iz 2024. godine naselje je imalo 192 stanovnika.

## Vanjske poveznice
|  | Zajednički poslužitelj ima još gradiva o temi Petrova Lehota |

- Službena stranica naselja (sl.)